# Chrysozephyrus pedius
Chrysozephyrus pedius är en fjärilsart som beskrevs av John Henry Leech 1893. Chrysozephyrus pedius ingår i släktet Chrysozephyrus och familjen juvelvingar. Inga underarter finns listade i Catalogue of Life.